# توجيهات جنائية
الأوامر اأو التوجيهات لجنائية هي الاسم الجماعي لسلسلة من الأوامر والتوجيهات والمراسيم التي صدرت خلال غزو الاتحاد السوفيتي في الحرب العالمية الثانية من قبل القيادة العليا للفيرماخت    تجاوزت الأوامر الجنائية القواعد المعمول بها لسلوك وأدت إلى فظائع واسعة النطاق على الجبهة الشرقية. 

## التوجيهات
- مرسوم بربروسا، الصادر في 13 مايو 1941
- المبادئ التوجيهية لسلوك القوات في روسيا، الصادرة في 19 مايو 1941
- أمر المفوضين، الصادر في 6 يونيو 1941
- أوامر بشأن نشر شرطة الأمن وجهاز الأمن داخل التشكيلات العسكرية، الصادر في 28 أبريل 1941
- الأوامر المتعلقة بمعاملة أسرى الحرب، الصادرة من يونيو إلى ديسمبر 1941